# Бунар (ТВ серија)
Бунар је српска драмска телевизијска серија чији су творци Предраг Гага Антонијевић и Игор Ђорђевић.
Премијерно се приказује од 5. новембра 2022. године на каналу Суперстар ТВ.

## Радња
Бунар је место где се чува вода а вода значи живот. Ова серија је драма егзистенцијализма и потрага за смислом и одговором зашто постојимо на овом свету.
Главни јунак приче - професор филозофије Радомир Павловић тражи управо то - смисао.
Он је на врхунцу своје моћи када крене на тај пут - довољно млад у четрдесетим а опет недовољно стар да разуме све што ће га на том путу снаћи. Склон свему а опет ничему није.
Радомир има 45 година и нигде је и све је и ништа није.
На почетку приче Радомир је најлепши, најлогорејичнији, свемушти и успешан професор омиљен у медијима и писац култне књиге - али један догађај мења све и све се то руши преко ноћи.
Иде у своју родну кућу, родно село у центру Шумадије које више није онакво каквим га он памти.
Има оних повратака који нас не врате себи него нас још више удаље од нас самих. Некад их бирамо, некад нас затекну или немамо избора а некад нас одведу путевима које не можемо ни да сагледамо.
Радомиров пут гледамо и пратимо - на њему ће се укрстити с многима: затеченим, заборављеним, новим и непознатим лицима, и као и сваки сусрет у животу, неминовно ће се променити. У Бунару Радомир гледа свој одраз и тражи одговоре...

## Улоге

### Главне улоге
| Глумац                        | Улога                    |  |
| ----------------------------- | ------------------------ |  |
| Игор Ђорђевић                 | Радомир                  |  |
| Маја Чампар                   | Ђурђа                    |  |
| Денис Мурић                   | Југа                     |  |
| Ненад Јездић                  | Југин стриц              |  |
| Зорана Бећић                  | Анита                    |  |
| Миливоје Обрадовић            | Малбаша                  |  |
| Игор Боројевић                | Инспектор Ратковић       |  |
| Никола Ракочевић              | инспектор Пашић          |  |
| Теодор Винчић                 | Гргин                    |  |
| Христина Татић                | Марина                   |  |
| Радован Вујовић               | поп                      |  |
| Вахидин Прелић                |                          |  |
| Нина Нешковић Милица Гојковић | Марија                   |  |
| Вахид Џанковић                | ветеринар Славко         |  |
| Ивана Николић                 | Снежана                  |  |
| Ивона Кустудић                | адвокатица Мила Тврдишић |  |
| Миодраг Крчмарик              | Роћко                    |  |
| Бранка Катић                  | Миља                     |  |
| Ива Милановић                 | Јулија Берић             |  |
| Татјана Кецман                | Стана                    |  |
| Василије Турчиновић           | Игор                     |  |
| Митар Бошков                  | Аљоша                    |  |
| Дејан Тончић                  | Јасеничар                |  |
| Милош Самолов                 | Дебели                   |  |
| Борис Миливојевић             | Совин                    |  |
| Милица Јаневски               | Доплерка                 |  |
| Наташа Нинковић               | Наца                     |  |
| Зоран Цвијановић              | Чеда                     |  |
| Љубомир Бандовић              | Поп                      |  |
| Миодраг Драгичевић            | Милош                    |  |
| Лука Грбић                    | Дарко                    |  |

### Споредне улоге
| Глумац                        | Улога                       |
| ----------------------------- | --------------------------- |
| Павле Поповић                 | Милета                      |
| Немања Рафаиловић             | Милетин возач               |
| Вања Станковић Предраг Васић  | мистер Но                   |
| Марко Јанкетић                | Ђорђе                       |
| Никола Пејаковић              | Грга                        |
| Ненад Окановић                | Мацан                       |
| Мина Николић                  | Славица                     |
| Богдан Диклић                 | Тица                        |
| Милица Стефановић             | Лоти                        |
| Душан Јовић                   | полицијац Срки              |
| Тихомир Станић                | декан Безбрадица            |
| Михајло Ђоровић               | асистент Лука               |
| Милица Трифуновић             | Нада                        |
| Петар Зекавица                | водитељ Марко               |
| Ивана Ђокић                   | Паулина                     |
| Андрија Никчевић              | Вук                         |
| Јово Максић                   | Председник општине          |
| Мира Јањетовић                | Јасна                       |
| Петар Ћирица                  | полицајац 1                 |
| Младен Кнежевић               | полицајац 2                 |
| Наташа Дракулић               | Жена која делује збуњено    |
| Бранко Јеринић                | деда комшија                |
| Мирослав Жужић                | деда Сова                   |
| Тамара Младеновић             | Симона                      |
| Радомир Николић               | таксиста                    |
| Марко Баћовић                 | Илија                       |
| Слађана Биљман                | Деса                        |
| Игор Дамњановић               | Арсим                       |
| Данило Лончаревић             | потпоручник Огњеновић       |
| Ана Франић                    | Кети                        |
| Бранко Вучић                  | Богослов                    |
| Владимир Милојевић            | др Велиша                   |
| Миомира Драгичевић            | жена са лаптопом            |
| Милена Николић                | секретарица у деканату      |
| Душан Ковачевић               | Лука Малбаша                |
| Маја Ранђић                   | службеница полиције         |
| Владислав Михаиловић          | гинеколог                   |
| Хана Бештић                   | медицинска сестра           |
| Бојан Кривокапић              | Бели                        |
| Драгана Јовановић             | жена                        |
| Љубиша Милишић                | месар Сјенчић               |
| Ненад Радовић                 | начелник                    |
| Урош Урошевић                 | полицајац Вићентијевић      |
| Александар Кањевац            | др Мирко                    |
| Селена Ристић Витомировић     | мама Рада                   |
| Јована Стевић                 | конобарица                  |
| Јелена Хелц                   | начелница психијатрије      |
| Владимир Радојевић            | конобар                     |
| Лана Јанковић                 | водитељка такмичења         |
| Тијана Гал                    | продавачица                 |
| Даница Радуловић              | продавачица из радње        |
| Весна Станковић               | Радмила                     |
| Виктор Красноперов            | Рус коцкар                  |
| Добрила Стојнић               | баба                        |
| Дејан Цицмиловић              | Трајко                      |
| Зоран Васиљевић               | форензичар Васић            |
| Бојан Белић                   | Албанац у скафандеру        |
| Ненад Пећинар                 | Парцов                      |
| Ђорђе Перић                   | дечак на такмичењу          |
| Јован Макевић                 | дечак на такмичењу          |
| Хелена Буцало                 | Зорана                      |
| Маја Ранђић                   | Виолета                     |
| Александар Михаиловић         | беба                        |
| Витомир Вучковић              | глас шефа                   |
| Теута Аслани                  | спикерка Радио Саранда      |
| Кристина Вулетић              | спикерка Радио Рудник       |
| Саша Бјелић                   | Драгић                      |
| Александар Петровић Колебанац | Колебанац                   |
| Зоран Страка                  | Југин телохранитељ          |
| Владан Симић                  | телохранитељ Миланче        |
| Милош Павловић Кика           | Кика хармоникаш             |
| Лазар Максић                  | полицајац                   |
| Ђорђе Петровић                | низак човек                 |
| Зоран Карајић                 | сељак из поља               |
| Јанко Радишић                 | сељак са трактора           |
| Радмила Ђорђевић              | сељанка са трактора         |
| Анита Стојадиновић            | радница на каси             |
| Димитрије Илић                | стари инспектор             |
| Дара Ранчић                   | шалтерска радница           |
| Лара Милановић                | девојчица                   |
| Ања Ћурчић                    | продавачица у тржном центру |
| Михаило Ђоровић               | асистент Лука               |
| Тамара Младеновић             | висока девојка              |
| Милош Анђелковић              | клијент                     |
| Марјан Апостоловић            | новинар                     |
| Јован Петровић                | возач скутера               |
| Милош Пантић                  | тонац                       |
| Никола Марковић               | путник 1                    |
| Предраг Маџаревић             | путник 2                    |
| Предраг Павловић              | возач аутобуса              |
| Мирко Јокић                   | чувар                       |
| Јасмина Димитријевић          | Милена                      |
| Славица Станковић             | жена из реда                |
| Еско Цамовић                  | амбасадор                   |
| Сара Маринковић               | жена са Скајпа              |
| Михаило Шуљагић               | талац                       |
| Марко Рибарић                 | талац                       |
| Марко Зајић                   | талац                       |
| Александар Ђурановић          | возач                       |
| Жарко Ћулум                   | сувозач                     |
| Лазар Марковић                | фотограф                    |
| Урош Јевтић                   | младић                      |
| Ђорђе Мијаиловић              | момак у црном               |
| Љиљана Тадић                  | Вера                        |
| Лука Антонијевић              | Радомир дублер              |

## Епизоде
| Сезона | Сезона | Епизоде | Епизоде | Оригинално емитовање | Оригинално емитовање |
| Сезона | Сезона | Епизоде | Епизоде | Премијера            | Финале               |
| ------ | ------ | ------- | ------- | -------------------- | -------------------- |
|        | 1.     | 11      | 11      | 5. новембар 2022.    | 10. децембар 2022.   |
|        | 2.     | 11      | 11      | 22. фебруар 2025.    | 29. март 2025.       |
|        | 3.     | 11      | 11      | ТБА.                 | ТБА.                 |